# Anton Buttiġieġ

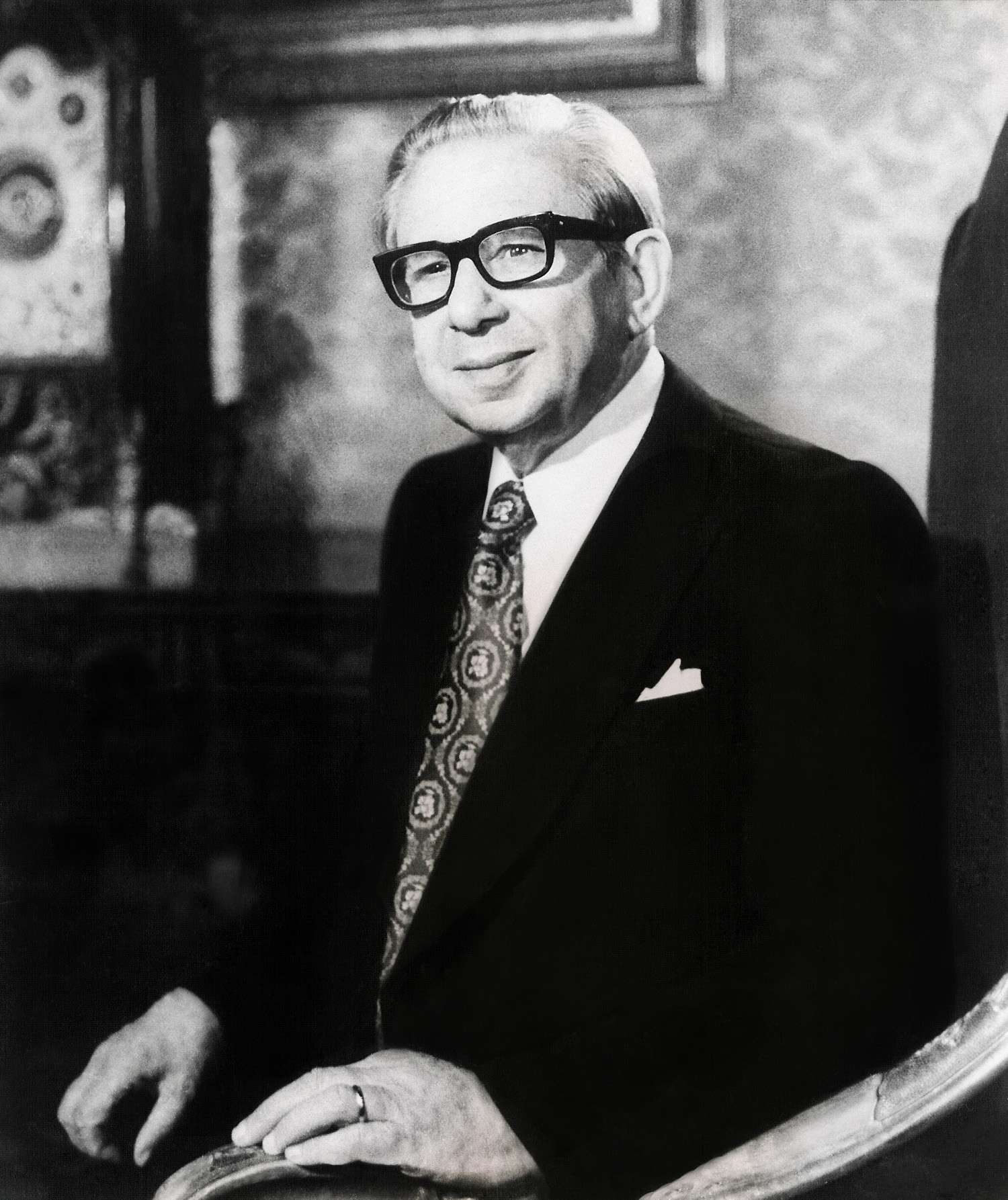
Anton Buttiġieġ

Anton Buttiġieġ (Qala (Gozo), 19 februari 1912 - Qala, 5 mei 1983) was een Maltees dichter en politicus.
Dr. Buttiġieġ studeerde aan het seminarie van Gozo en aan het St. Aloysius College. Hij studeerde vervolgens rechten en theologie aan de Koninklijke Universiteit van Malta. 
Na zijn studie sloot Buttiġieġ zich aan bij de Constitutionele Partij en in 1953 bij de Malta Labour Party. In 1955 werd hij in het parlement gekozen. Later was hij voorzitter en vicevoorzitter van de Malta Labour Party.
In 1971, na de verkiezingsoverwinning van Labour, werd hij minister van Justitie, vicepremier en minister van Parlementaire Zaken. In die laatste functie was hij betrokken bij het opstellen van de republikeinse grondwet, die op 13 december 1974 van kracht ging.
In 1976 werd hij tot tweede president van Malta gekozen, een functie die hij tot december 1981 bleef bekleden. Dr. Buttiġieġ bekleedde zijn ambt met veel waardigheid, en ofschoon een lid van de Labour Party, trad hij als staatshoofd op van iedere Maltezer: We are all brothers and have Maltese blood in our veins [Wij zijn allen broeders en hebben allen Maltees bloed in onze aderen]. Op 31 maart 1979 was zijn finest hour toen de laatste Britse basis op Malta werd ontruimd. 
Zijn slechte gezondheid noopte hem in december 1981 tot aftreden. Anderhalf jaar na zijn aftreden overleed hij.
Zijn belangrijkste bijdrage aan de Maltese literatuur waren zijn acht dichtbundels en zijn drie delen tellende autobiografie. Vrijwel al zijn gedichten zijn in het Maltees geschreven (en niet in het Engels).
- Bibliothèque nationale de France: cb15511345z (data)
- Gemeinsame Normdatei: 142914614
- International Standard Name Identifier: 0000 0001 0653 5143
- Library of Congress Control Number: n86046906
- Nationale Bibliotheek van Israël: 987007280280205171
- Trove: 1264471
- Virtual International Authority File: 27372005
- WorldCat: E39PBJwthjPPCwBD4KmFy9CYT3